# Sammy Nelson
Samuel "Sammy" Nelson (Belfast, 1 de abril de 1949) é um ex-futebolista norte-irlandês que atuava como defensor.

## Carreira
Sammy Nelson fez parte do elenco da Seleção Norte-Irlandesa de Futebol, da Copa de 1982.